# Іскам Віктор Васильович
Іскам Віктор Васильович (нар. 1 січня 1927 — 3 червня 2010) — український художник, баталіст.

## Біографія
Художник Віктор Іскам пройшов тернистий шлях митця. В. В. Іскам народився 1 січня 1927 року в селі Стара Полтавка Сталінградської області. Село з українською назвою загублено в поволзьких степах, до найближчої залізничної станції 70 км. До міста — 360 км.
Стара Полтавка з 1922 року центр ставропольського кантону німців Поволжя. Помер 3 червня 2010 року в м. Києві, похований в с. Старовичі Київської області.
Майбутній художник народився в родині коваля Василя Давидовича Іскама німецького походження і матері українки. Почав малювати з раннього дитинства. В тяжкі воєнні роки працював підручним у батька в кузні, за що отримав статус учасника війни. У 1944 році закінчив школу із золотою відзнакою і був направлений в Одеський Морський інститут. Але мрії про живопис переважили.
Через пів року залишає інститут і вступає до Одеського художнього училища. Старанний учень навчився грамотно малювати, а талант живописця був подарований богом. Фарби та кольори стали долею митця. З 1948—1954 рр. — навчання в Академії Мистецтва ім. Рєпіна в Ленінграді. Вчився в батальній майстерні Рудольфа Френца.
Дипломна картина «Подвиг Капітана Родіонова» знаходиться в музеї артилерії в Петербурзі. Після навчання оселяється в Києві в майстерні на території Лаври.
З 1961 року — член Спілки художників України.
Працював художником-баталістом:
- «Оборона Кременеця від монголо-татарських військ» (1982) — Тернопільський обласний краєзнавчий музей
- «Таращанське повстання» 1918 р. — Черкаський музей.

В батальні полотна художник вкладав наполегливу працю, вивчав етнографію, осмислював історичний шлях країни. Прикладав знання в області композиції, пейзажу, портрету, досягав динаміки і експресії.
Після закриття художнього фонду життя справжнього митця тільки починається. Нарешті можна писати картини, які народжуються в душі автора. З роками Іскам все частіше повертається в дитинство, а найяскравіші спогади про батьківську кузню. Десятки портретів та ескізів батька були зроблені художником.
Багатошарове лісирування передає відблиски вогню на фігурі коваля, іржаво-гарячий колорит розкриває емоційну напруженість портрету.
Коли мистецтво звільнилося від обов'язків бути ідейно виваженим і технічно опрацьованим, автор стає вільним у виборі теми, бо працює не за гроші, а за покликом душі. «В безкорисливих і непродуктивних актах мистецтва міститься роздум про життя, щастя і смерть» так вважав славетний режисер Кшиштоф Зануссі. Темперамент художника нарешті звільнився від засторог і обмежень.
З'являються картини наповнені миттєвими і водночас вічними образами будинки природа квіти, дерева показані не з парадного боку вони — живі співмешканці нашого буття
- «Двір майстерні художника». Лавра. Печерськ (1982)
- «Блакитний сніг» Лавра. (1990)
- «Червоний будинок» Вид з вікна майстерні (1999)

Творчий погляд митця розкриває красу і гармонію в буденних речах, що нас оточують.
- «Синя чашка» (1995)
- «Бузок з лимонами» (1996)
- «Кавуни» (1990)
- «Цибуля» (1996)

Художник пише вільно, насиченими кольорами, широким пастозним мазком, кольорові плями виблискують, як смарагди, в оточенні яскравих тіней. Реальність передається точним стовідсотковим влучанням в колір.
Відчуття краси світу є домінантою в творчості Віктора Іскама. Картини художника, як потужний чистий камертон, допомагають нам побачити і відчути ту красу, яка оточує нас в цьому прекраснішому із світів.